# 葛月洞
葛月洞（：／ Garwol dong */?）是位於韓國首爾龙山区的一个法定洞，隶属于南營洞。本洞西面与青坡洞、东面与厚岩洞、北面与东子洞、南面与南营洞（法定洞）相接，其中汉江大路贯穿区域南北。另外，本区域在朝鲜王朝初期，为汉城府的城底十里的一部分。

## 历史
- 1946年 - 成立。
- 1977年 - 部分区域划入青坡洞。

## 交通
廣域電鐵
●首都圈電鐵1號線：南营站
首爾地鐵
●首都圈电铁4号线：淑明女子大學站